# Ali ibn Reverter
 (septembre 2019).
Si vous disposez d'ouvrages ou d'articles de référence ou si vous connaissez des sites web de qualité traitant du thème abordé ici, merci de compléter l'article en donnant les références utiles à sa vérifiabilité et en les liant à la section « Notes et références ».
Abu-El-Hasan Ali ibn Ruburtayr ou Ali ibn Reverter (? - 1187 à El-Omra, Tounes) est le fils cadet de Reverter Ier vicomte de Barcelone et un commandant mercenaire musulman catalan. Il a quitté la foi catholique et les territoires chrétiens pour se joindre aux musulmans. 

## Biographie

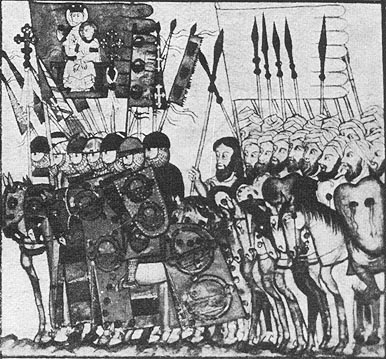
Les troupes almohades avançant vers la bataille.

Son prénom chrétien est inconnu. À la mort de son père en 1142 ou 1144, il devint chef du régiment de mercenaires chrétiens de Tachfine ibn Ali, le sultan almoravide du Maghreb et d'Al-Andalus. En 1147, Marrakech, la capitale des Almoravides, tomba sous les mains des Almohades. Le jeune Reverter décida alors d'embrasser l'islam et prit un nom arabe.
Avec la chute des Almoravides, ibn Reverter servit alors les Almohades. En 1183, le sultan Yaqub al-Mansur l'envoya à Mayurqa afin de prendre l'île du Beni Ghania, mais il fut capturé par l'amiral almoravide Ali ibn Maïmoun (en), qui se positionnait contre le régime almohade. Ibn Reverter réussit à s'échapper et à transformer l'île en faveur de son maître, jusqu'à ce qu'il place un souverain soumis aux Almohades sur le trône. Puis il quitta Mayurqa et retourna au Maghreb, où il fut exécuté en 1187 après être tombé aux mains des Beni Ghania.